# Einer dieser Steine
Einer dieser Steine ist ein Lied des deutschen Rappers Sido, in Kooperation mit dem deutschen Popsänger Mark Forster. Das Stück ist die zweite Singleauskopplung aus seinem fünften Soloalbum 30-11-80.

## Entstehung und Artwork
Geschrieben wurde das Lied von Marek Cwiertnia (Mark Forster), dem Produzententeam FNSHRS. (bestehend aus: Paul NZA, Marek Pompetzki und Cecil Remmler) sowie Paul Würdig (Sido). Produziert wurde die Single vom Produzententrio. Die Single wurde unter den Musiklabels Urban und Vertigo Berlin veröffentlicht und durch Universal Music Publishing vertrieben. Die Aufnahmen erfolgten in den Black Rock Studios in Santorin (Griechenland). Auf dem grau-grün gehaltenen Cover der Maxi-Single ist – neben Künstlernamen und Liedtitel – Sido’s Oberkörper, der auf eine Betonmauer projektiert ist, zu sehen. Geschossen wurde das Coverbild von Murat Aslan, das Artwork stammt von der Firma Freimauer.

## Veröffentlichung und Promotion
Die Erstveröffentlichung von Einer dieser Steine erfolgte am 15. November 2013 als Einzeldownload. Die Veröffentlichung eines physischen Tonträgers erfolgte vier Tage später am 19. November 2015 in Deutschland, Österreich und der Schweiz. Die physische Maxi-Single wurde als 2-Track-Single veröffentlicht und beinhaltet eine Album- und Radioversion von Einer dieser Steine.
Das Lied erschien ursprünglich in seiner Duett-Version auf Sido’s fünften Soloalbum 30-11-80. Beide Künstler spielen das Lied in Solo-Versionen auf ihren Konzerten. Sido veröffentlichte eine Liveversion des Liedes auf seinem zweiten Livealbum 30-11-80 Live, dass am 21. November 2014 erschien. 2015 veröffentlichte Forster ebenfalls eine Liveversion, als B-Seite, seiner Maxi-Single Bauch und Kopf.

## Hintergrund
Wie es zur Zusammenarbeit mit Mark Forster kam beschrieb Sido in einem Interview mit N24 mit den folgenden Worten: „Ich bin vor circa zwei Jahren mit meiner Frau viel rum gefahren und wir haben im Auto immer diesen Song Auf dem Weg von ihm gehört. Der hat irgendwie unsere Lebenssituation damals beschrieben. Ich finde der Typ ist so underrated, der könnte oder sollte viel mehr Erfolg haben, denn er ist wirklich krass. Da war mir schnell klar, ich will ihn auf meinem Album featuren. Dann kam mir die Idee mit Einer dieser Steine und da wusste ich, dass er das singen muss.“
Bei Einer dieser Steine handelt es sich nicht um die einzige Zusammenarbeit zwischen Sido und Mark Forster. Auf Sido’s Album 30-11-80 befindet sich ein weiteres Duett der beiden mit dem Titel Irgendwo wartet jemand. Ebenfalls auf dem Album zu finden ist das Lied Fühl dich frei. Hierbei handelt es sich um kein Duett der beiden; Forster wirkte hierbei als Liedtexter mit. Das Lied platzierte sich aufgrund hoher Einzeldownloads auf Position 99 der deutschen Singlecharts. 2014 revanchierte sich Sido und nahm als Gastmusiker bei Forsters Single Au revoir teil, womit die beiden wieder Top-10-Erfolge und Schallplattenauszeichnungen errangen.

## Inhalt
Der Liedtext zu Einer dieser Steine ist in deutscher Sprache verfasst. Die Musik wurde von den FNSHRS.; der Text von Marek Cwiertnia (Mark Forster) und Paul Würdig (Sido) geschrieben. Musikalisch bewegt sich das Lied im Bereich des Raps und der Popmusik. Inhaltlich geht es im Lied um Menschen die in einem das sehen, was sonst niemand auf der Welt sieht. Es geht um die Sehnsucht danach gebraucht und geliebt zu werden. Die Strophen des Liedes werden von Sido gerappt, der Refrain und eine Bridge werden von Forster gesungen. Als weitere Instrumentalisten wurden die Cellolitis am Cello engagiert.

„Kennst du noch den Ort, wo ich auf dich gewartet hab?

Seite an Seite mit den andern Steinen lag ich da.

Ich war kalt, ohne Heimat und alleine.

Bevor du kamst, war ich nur einer dieser Steine.
Ich war so staubbedeckt, bevor du mich gefunden hast.

Hast mich in Gang gesetzt, mir endlich neuen Schwung gebracht.

Ich war kalt, war versteinert und alleine.

Bevor du kamst, war ich nur einer dieser Steine.“

## Musikvideo
Das schwarz-weiße Musikvideo zu Einer dieser Steine wurde an einem Drehtag in Berlin gedreht und feierte am 15. November 2013, auf der Videoplattform YouTube, seine Premiere. Zu sehen ist Sido als eine versteinerte Statue, der durch die Nähe und Wärme anderer Personen eine Metamorphose durchlebt und kurz zu Leben beginnt, ehe er nach einigen Bewegungen in einen Steinhaufen in sich zusammenbricht. Zu Beginn ist er komplett versteinert auf einer Treppe sitzend zu sehen, auf dem sich Küchenschabe und Tauben nieder lassen. Inmitten des Videos bekommt er Besuch von einem kleinen Jungen und von sich selbst in realer Person, die ihm Gesellschaft leisten. Danach kommt ein vermummter Mann mit einem Baseballschläger und schlägt auf ihn ein. Als dieser Mann wieder verschwindet, beginnt sich Sido langsam zu bewegen und erhebt sich von seinem Platz. Er geht einige Schritte, bevor er in sich zusammenfällt. Gegen Ende des Videos wird auch Bezug auf Sidos alte Maske genommen. Der kleine Junge der ihm Gesellschaft leistet findet später in einem Steinhaufen die versteinerte Maske Sidos, die er auch aufsetzt. Die Gesamtlänge des Videos beträgt 4:14 Minuten. Regie führte Joern Heitmann. Bis Februar 2025 zählte das Video über 63 Millionen Aufrufe bei YouTube.
Das Musikvideo wurde bei den Hiphop.de Awards 2013 als „Bestes Video National“ ausgezeichnet.

## Mitwirkende
| Liedproduktion - Cellolitis: Cello - Mark Forster (Mark Cwiertnia): Gesang, Liedtexter - Paul NZA: Komponist, Musikproduzent - Marek Pompetzki: Komponist, Musikproduzent - Cecil Remmler: Komponist, Musikproduzent - Sido (Paul Würdig): Liedtexter, Rap Unternehmen - Black Rock Studios: Tonstudio - Firma Freimauer: Artwork (Cover) - Katapult Filmproduktion: Filmproduzent (Musikvideo) - Universal Music Publishing: Vertrieb - Urban: Musiklabel - Vertigo Berlin: Musiklabel | Artwork - Murat Aslan: Fotograf (Cover) Musikvideo - Björn Grundt: Playback Operator - Yoshi Heimrath: Kameramann - Joern Heitmann: Regisseur - Holger Isenberg: Requisiteur - Julietta Kunkel: Filmproduktionsleitung - Steve Renner: Erste Filmaufnahmeleitung - Kerstin Rexrodt: Regieassistent |

## Rezensionen
Thomas Haas vom deutschsprachigen Online-Magazin laut.de hat in einem Review des Albums 30-11-80 eine negative Haltung gegenüber dem Lied. Sie beschreiben es mit folgenden Worten: „Einer dieser Steine lädt herzlich zum An-den-Kopf-Fassen ein. Die denkbar simpelste Metapher des “Steins unter vielen” für die große Liebe, Sidos ruhige Erzählstimme, mit der man sich einfach nicht anfreunden mag und Mark Forsters schmalzige Hook straight out the fuckin’ dungeons of ZDF-Fernsehgarten flehen förmlich nach einem Skip.“

## Kommerzieller Erfolg

### Chartplatzierungen
Einer dieser Steine erreichte in Deutschland Position vier der Singlecharts und konnte sich insgesamt drei Wochen in den Top 10 und 17 Wochen in den Charts halten. In Österreich erreichte die Single in acht Chartwochen Position 12 der Charts. In der Schweiz erreichte die Single Position acht und konnte sich insgesamt eine Woche in den Top 10 und zehn Wochen in den Charts halten. 2013 platzierte sich Einer diese Steine auf Position 96 der deutschen Single-Jahrescharts.
Für Sido als Interpret ist dies bereits der 31. Charterfolg in Deutschland, sowie der 27. Charterfolg in Österreich und der 13. in der Schweiz. Es ist sein fünfter Top-10-Erfolg in Deutschland, sowie sein zweiter in der Schweiz. Für Forster als Autor und Interpret ist dies bereits der dritte Charterfolg in Deutschland, sowie der erste in Österreich und der Schweiz. Es ist sein erster Top-10-Erfolg in Deutschland und der Schweiz. Zum ersten Mal platzierte sich eine Single Forsters in den Jahrescharts. Für Forster stellte Einer dieser Steine den bis dato größten Charterfolg da und löste damit seine Single Auf dem Weg ab. Mit der Nachfolge-Single Au revoir toppte er jedoch in allen drei Ländern den Erfolg dieser Single.
| ChartsChartplatzierungen | Höchstplatzierung | Wochen |
| ------------------------ | ----------------- | ------ |
| Deutschland (GfK)        | 4 (17 Wo.)        | 17     |
| Österreich (Ö3)          | 12 (8 Wo.)        | 8      |
| Schweiz (IFPI)           | 8 (10 Wo.)        | 10     |

| ChartsJahrescharts (2013) | Platzierung |
| ------------------------- | ----------- |
| Deutschland (GfK)         | 96          |

### Auszeichnungen für Musikverkäufe
Im November 2023 wurde Einer dieser Steine in Deutschland mit einer Platin-Schallplatte für über 300.000 verkaufte Einheiten ausgezeichnet, bereits im Jahr 2014 erreichte es Goldstatus. Damit zählt das Lied zu den meistverkauften Rapsongs in Deutschland der 2010er-Jahre. Für Sido war es seinerzeit nach Der Himmel soll warten und Bilder im Kopf die dritte Single, die mindestens Goldstatus erlangte. Für Forster war es die erste Plattenauszeichnung seiner Karriere.
| Land/Region        | Auszeichnungen für Musikverkäufe (Land/Region, Auszeichnung, Verkäufe) | Verkäufe |
| ------------------ | ---------------------------------------------------------------------- | -------- |
| Deutschland (BVMI) | Platin                                                                 | 300.000  |
| Insgesamt          | 1× Platin ·                                                            | 300.000  |